# دهستان افین
اَفین دهستانی به مرکزیت روستای افین در بخش زهان شهرستان زیرکوه استان خراسان جنوبی ایران است. بر پایه سرشماری عمومی نفوس و مسکن در سال ۱۳۹۰ جمعیت این دهستان ۴۷۶۰ نفر (در ۱۴۹۴ خانوار) بوده است.مهمترین نقاط روستایی دهستان افین عبارت اند از : افین، زردان و کبودان .
محصول مهم و استراتژیک این منطقه که زرشک می‌باشد؛ افین را پایتخت زرشک بی دانه جهان می نامند.در میان آثار تاریخی و فرهنگی شهرستان زیرکوه، دهستان افین بیشترین آثار باستانی همچون مسجد جامع افین و رباط زردان را در خود جای داده است.